# Tirion (Tolkien)
Tirion is een fictieve stad uit De Silmarillion van J.R.R. Tolkien.
De stad is gebouwd op de heuvel Túna in Eldamar in Aman, de Onsterfelijke Landen. Aanvankelijk werd de stad bewoond door de Vanyar, het eerste leger elfen dat uit Midden-aarde naar Aman kwam. De Vanyar trokken echter door naar Valinor en de stad werd daarna bewoond door de Noldor, het tweede leger van de elfen.
De stad wordt tot drie keer toe voor een groot deel verlaten. De eerste keer door de Vanyar die naar Valinor doortrekken, de tweede keer als Fëanor wordt verbannen uit de stad nadat hij zijn half-broer Fingolfin met de dood bedreigt omdat deze zijn positie als erfgenaam van hun vader Finwë zou willen afnemen en de derde keer nadat een groot deel van de Noldor terugkeert naar Midden-aarde nadat Melkor Finwë heeft vermoord en de Silmarillen van Fëanor heeft gestolen.
De Noldorijnse elfen die Fëanor niet volgen, eerst naar Formenos bij zijn verbanning en later naar Beleriand blijven in Tirion. Aangenomen mag worden dat de Noldorlijnse elfen die de oorlogen van Beleriand overleven en na de Oorlog van Gramschap of in latere Era's terugkeren naar Aman weer in Tirion gaan wonen.
In Tirion stond Galathilion, een boom die afstamde van Telperion, een van de Twee Bomen van Valinor.